# Вишневский, Александр Леонидович
Алекса́ндр Леони́дович Вишне́вский (настоящая фамилия Вишневе́цкий; 1861—1943) — российский актёр, один из создателей Московского Художественного театра. Герой Труда (1933), заслуженный артист РСФСР (1925), заслуженный деятель искусств РСФСР (1933).

## Биография
Родился 20 января (1 февраля) 1861 года в Таганроге. Учился в таганрогской мужской гимназии вместе с А. П. Чеховым, был дружен с ним.
С 1883 году участвовал в спектаклях Таганрогского музыкально-драматического общества. Служил в театрах Харькова, Екатеринослава, Одессы, Саратова на амплуа первого любовника. С 1898 года — актёр Московского Художественного театра.
В день открытия МХТ играл Бориса Годунова в «Царе Федоре Иоанновиче» (1898). Роль Годунова ему поручали затем в «Смерти Иоанна Грозного» (1899).
Вишневский был первым исполнителем заглавной роли во МХАТовском спектакле «Дядя Ваня».
В 1933 году Вишневскому было присвоено звание Героя Труда. Он был первым артистом, удостоенным этого в те годы самого высокого звания, позже его заменили званием «Герой Социалистического Труда».
Скончался 27 февраля 1943 года в Ташкенте, куда попал в ходе эвакуации. Похоронен в Ташкенте.

### Семья
Был женат. Имел сына Александра (журналист) и дочь Наталию.

## Признание и награды
- Герой Труда (1933)
- Заслуженный артист РСФСР (1925)
- Заслуженный деятель искусств РСФСР (1933)
- Орден Трудового Красного Знамени (03.05.1937) — за выдающиеся заслуги в деле развития русского театрального искусства

## Творчество

### Роли в театре

#### МХТ

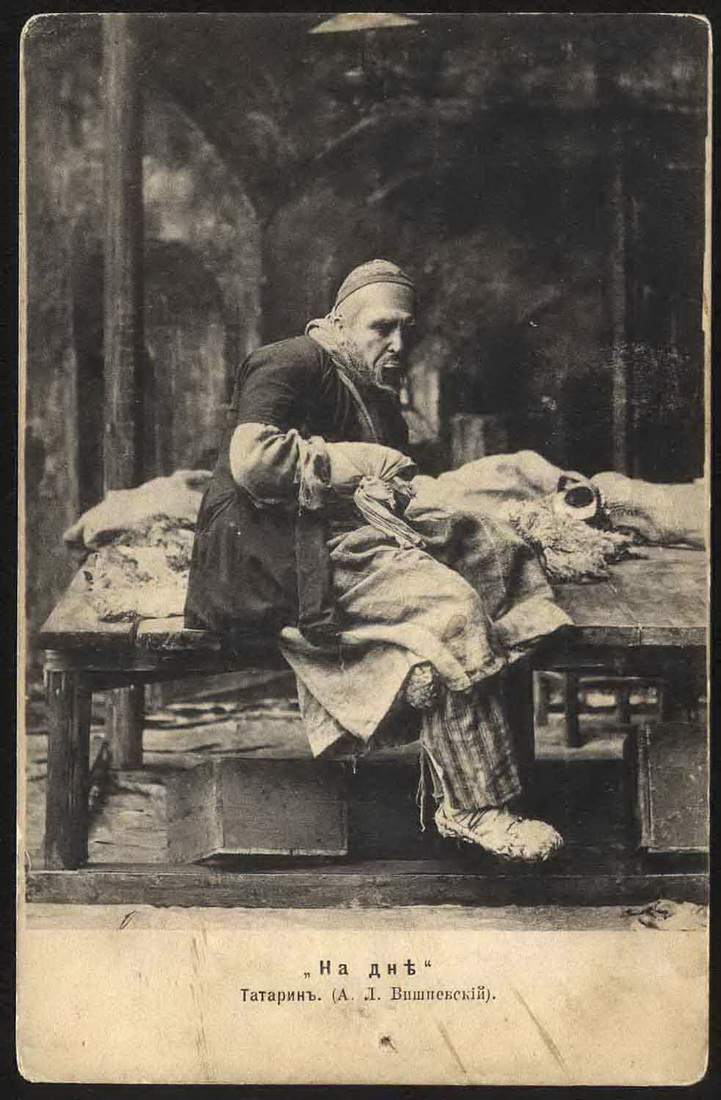
В роли Татарина («На дне»)

- В роли Татарина («На дне»)1898 — «Царь Фёдор Иоанович» А. К. Толстого — Борис Годунов
- 1898 — «Венецианский купец» У. Шекспира — Антонио
- 1898 — «Чайка» А. П. Чехова — Дорн
- 1899 — «Смерть Иоанна Грозного» А. К. Толстого — Борис Годунов
- 1899 — «Дядя Ваня» А. П. Чехова — Войницкий
- 1900 — «Доктор Штокман» Г. Ибсена — Говстад
- 1901 — «Три сестры» А. П. Чехова — Кулыгин
- 1902 — «На дне» Максима Горького — Татарин
- 1903 — «Юлий Цезарь» У. Шекспира — Марк Антоний
- 1906 — «Горе от ума» А. С. Грибоедова — Князь Тугоуховский
- 1907 — «Борис Годунов» А. С. Пушкина — Борис Годунов
- 1909 — «Анатэма» Л. Н. Андреева — Давид Лейзер
- 1910 — «Братья Карамазовы» по Ф. М. Достоевскому — пан Врублевский
- 1926 — «Продавцы славы» Паньоля и Нивуа — Берлюро
- 1927 — «Бронепоезд 14-69» Всеволода Иванова. Художественный руководитель постановки К. С. Станиславский, режиссёры Илья Судаков и Нина Литовцева — Семён Семёнович[2]
- 1930 — «Воскресение» по Л. Н. Толстому — Председатель суда
- 1930 — «Отелло» У. Шекспира — Брабанцио
- 1931 — «Страх» А. Н. Афиногенова — профессор Захаров
- 1932 — «Мёртвые души» по Н. В. Гоголю — Полицмейстер

### Роли в кино
- 1918 — Калиостро («Лжемасоны»), Россия, «РУСЬ», ч/б.
- 1927 — Победа женщины («Боярин Никита Юрьевич»), СССР, МЕЖРАБПОМ-РУСЬ, ч/б, 62 мин.